# Ammoniumheptamolybdat
Ammoniumheptamolybdat bildet farblose Kristalle, die sich bei etwa 90 °C unter Abgabe von Kristallwasser zersetzen. Es bildet üblicherweise ein Tetrahydrat mit der chemischen Formel (NH4)6Mo7O24 · 4 H2O. Es wird häufig nur als Ammoniummolybdat bezeichnet, obwohl Ammoniummolybdat genauso gut Ammoniumorthomolybdat (NH4)2MoO4 und andere Molybdate bezeichnen kann.

## Darstellung
Ammoniumheptamolybdat wird recht einfach durch Auflösen von Molybdän(VI)-oxid in einem Überschuss von wässrigem Ammoniak und anschließendem Eindampfen der Lösung bei Raumtemperatur hergestellt. Während die Lösung verdunstet, entweicht das überschüssige Ammoniak. Diese Methode führt zur Bildung von sechsseitigen transparenten Prismen des Tetrahydrats von Ammoniumheptamolybdat. Lösungen von Ammoniumheptamolybdat reagieren mit Säuren wieder zu Molybdän(VI)-oxid und den entsprechenden Ammoniumsalzen. Der pH-Wert einer konzentrierten Lösung liegt zwischen 5 und 6.

## Verwendung

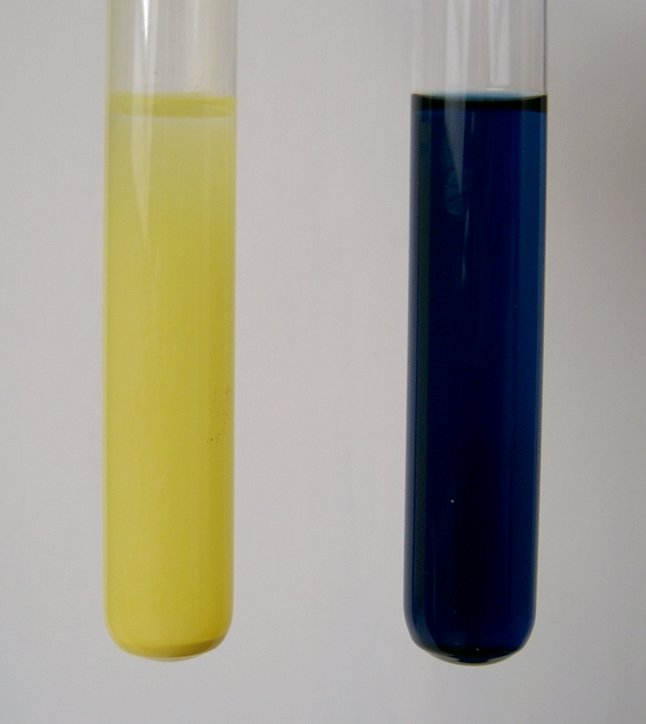
Reaktion von Ammoniummolybdat mit Phosphationen in salpetersaurer Lösung, rechts Bildung von Molybdänblau nach Zugabe von Ascorbinsäure.

Ammoniumheptamolybdat dient im Labor zum Nachweis von Kieselsäuren, Phosphorsäure, Phosphaten, Arsen, Blei und Sorbit sowie zur Analyse von Seewasser. Darüber hinaus wird es in einem standardisierten Verfahren zur Immissionsmessung von Schwefelwasserstoff eingesetzt.
Mit Phosphaten bildet es nach vorangegangener Behandlung der Stoffprobe mit Salpetersäure einen gelblichen Niederschlag von Molybdängelb/Ammoniumdodecamolybdatophosphat (NH4)3[P(Mo3O10)4]. Bei Zusatz von Ascorbinsäure als mildem Reduktionsmittel erfolgt starke Blaufärbung (Bildung von Molybdänblau). Bei geringeren Konzentrationen von Molybdat erfolgt keine Fällung, sondern nur Farbänderung der Lösung.
Unter Berücksichtigung, dass das Heptamolybdat in wässriger Lösung ein Gleichgewicht eingeht:
{\displaystyle \mathrm {Mo_{7}O_{24}^{6-}+4\ H_{2}O\rightleftharpoons 7\ MoO_{4}^{2-}+8\ H^{+}} }
ergibt sich folgende Reaktionsgleichung:
{\displaystyle \mathrm {\ PO_{4}^{3-}+12\ MoO_{4}^{2-}+24\ H^{+}+3\ NH_{4}^{+}\longrightarrow (NH_{4})_{3}[P(Mo_{3}O_{10})_{4}]+12\ H_{2}O} }
Diese Reaktionen werden auch zur photometrischen Bestimmung von Molybdat oder Phosphat im Spurenbereich eingesetzt.
Es dient weiterhin zur Herstellung von Katalysatoren, als Molybdändünger und großtechnisch als Zwischenprodukt zur Gewinnung von Molybdän aus Molybdänerzen.
In der Biologie und Biochemie wird es darüber hinaus in der Elektronenmikroskopie als Kontrastmittel (negativer Abdruck) in einer Konzentration von 3 bis 5 Vol.-% verwendet, auch dann, wenn Trehalose in der Probe vorhanden ist. Auch in der Kryo-Elektronenmikroskopie dient es – in gesättigten Konzentrationen – als Kontrastmittel.